# Constantin Stoicescu
Constantin I. Stoicescu (15 janvier 1852, Ploiești - 10 mai 1911, Bucarest) est un diplomate et homme politique roumain.

## Biographie
Après des études à Bucarest, il vient à Paris étudier le droit. Nommé premier secrétaire à l'ambassade de Roumanie en France en 1877, il est ensuite nommé à la Cour d'appel de Bucarest.
En 1881, il entre en politique et devient membre du Parti national libéral.
Il est ministre des Travaux publics du 4 octobre 1895 au 22 novembre 1896 dans le gouvernement de Dimitrie Sturdza, ministre des Affaires étrangères du 21 novembre 1896 au 26 mars 1897 dans celui de Petre S. Aurelian, ministre de la Justice du 1er octobre 1898 au 30 mars 1899, puis du 14 février 1901 au 18 juillet 1902, et ministre de l'Agriculture, de l'Industrie, du Commerce et de la Propriété du 22 novembre 1902 au 14 décembre 1904.

### Sources
- Stan Stoica, Dicționar biografic de istorie a României, 2008
- Notices d'autorité :   - VIAF
  - GND